# Féroce d'avocat
Le féroce d'avocat, est un mets à base d'avocats écrasés, de morue salée préparée en chiquetaille, de piment et de divers autres ingrédients,.
Mise en bouche traditionnelle de la cuisine antillaise (en particulier en Martinique), le féroce d'avocat est surtout servi en apéritif ou en entrée.

## Origine
Le nom du plat découle du piment omniprésent dans le goût du mets.
Ce plat était traditionnellement réalisé en Martinique pour le petit déjeuner dans certaines familles.

## Variante
Le féroce d'avocat, bien que la recette traditionnelle soit élaborée avec de la morue, peut être fait avec du thon ou encore du crabe.